# Endochironomus parvulus
Endochironomus parvulus är en tvåvingeart som beskrevs av Jean-Jacques Kieffer 1924. Endochironomus parvulus ingår i släktet Endochironomus och familjen fjädermyggor.
Artens utbredningsområde är Frankrike. Inga underarter finns listade i Catalogue of Life.